# لائوتارو جانتی
لائوتارو جانتی (ایتالیایی: Lautaro Gianetti؛ زادهٔ ۱۳ نوامبر ۱۹۹۳) بازیکن فوتبال ایتالیایی‌تبار اهل آرژانتین است.
از باشگاه‌هایی که در آن بازی کرده‌است می‌توان به باشگاه فوتبال ولز سارسفیلد اشاره کرد.
وی همچنین در تیم‌های ملی فوتبال زیر ۲۰ سال آرژانتین و زیر ۲۳ سال آرژانتین بازی کرده‌است.